# Неграші (комуна)
Неграші (рум. Negrași) — комуна у повіті Арджеш в Румунії. До складу комуни входять такі села (дані про населення за 2002 рік):
- Бирлогу (1105 осіб)
- Бута (258 осіб)
- Мозаку (408 осіб)
- Неграші (1048 осіб) — адміністративний центр комуни

Комуна розташована на відстані 78 км на захід від Бухареста, 36 км на південний схід від Пітешть, 108 км на схід від Крайови, 123 км на південь від Брашова.

## Населення
За даними перепису населення 2002 року у комуні проживали 2819 осіб. Усі жителі комуни рідною мовою назвали румунську.
Національний склад населення комуни:
| Національність | Кількість осіб | Відсоток |
| -------------- | -------------- | -------- |
| румуни         | 2817           | 99,9%    |
| цигани         | 1              | < 0,1%   |
| німці          | 1              | < 0,1%   |

Склад населення комуни за віросповіданням:
| Релігія       | Кількість осіб | Відсоток |
| ------------- | -------------- | -------- |
| православні   | 2800           | 99,3%    |
| п'ятдесятники | 15             | 0,5%     |
| реформати     | 2              | 0,1%     |